# Amerikanisch-Antarktischer Rücken
Der Amerikanisch-Antarktische Rücken ist ein mittelozeanischer Rücken, er bildet ein kurzes Stück der Nahtstelle zwischen der Antarktischen Platte und der Südamerikanischen Platte.
Der Amerikanisch-Antarktische Rücken geht im Osten (54° 50′ S, 0° 40′ W) in den Südwestindischen Rücken und den Mittelatlantischen Rücken über. Im Westen liegt der Süd-Sandwich-Graben etwa zwischen 54° und 62° südlicher Breite sowie 23° und 30° westlicher Länge.